# Châtillon-sous-les-Côtes
Châtillon-sous-les-Côtes – miejscowość i gmina we Francji, w regionie Grand Est, w departamencie Moza. Jej burmistrzem jest od 2008 r. Chantal Bertrand.
Według danych na rok 1990 gminę zamieszkiwały 124 osoby, a gęstość zaludnienia wynosiła 12 osób/km² (wśród 2335 gmin Lotaryngii Châtillon-sous-les-Côtes plasowała się wtedy na 921. miejscu pod względem liczby ludności, natomiast pod względem powierzchni na miejscu 581.).